# Tyresö Friidrottsklubb
Tyresö Friidrottsklubb(Tyresö FK) började som en sektion inom Spårvägens FK 1980-december 1983. I december 1983 skapades Tyresö Friidrottsklubb efter en utbrytning ifrån Spårvägens FK.
Tyresö Friidrottsklubb har cirka 300 medlemmar.
Klubben har främst sin verksamhet på olika ställen i Tyresö kommun, exempelvis på Trollbäckens IP där man även har en klubbstuga.

## SM finalister/medaljörer
- Bienvenue Musore 7:a på 800 m för herrar på utomhus-SM 2014[3]
- Hanna Bremler 3:a på 800 m för damer på inomhus-SM 2002[4]